# Xylophanes loelia
Xylophanes loelia is een vlinder uit de familie van de pijlstaarten (Sphingidae). De wetenschappelijke naam van de soort werd in 1878 gepubliceerd door Herbert Druce.

## Beschrijving

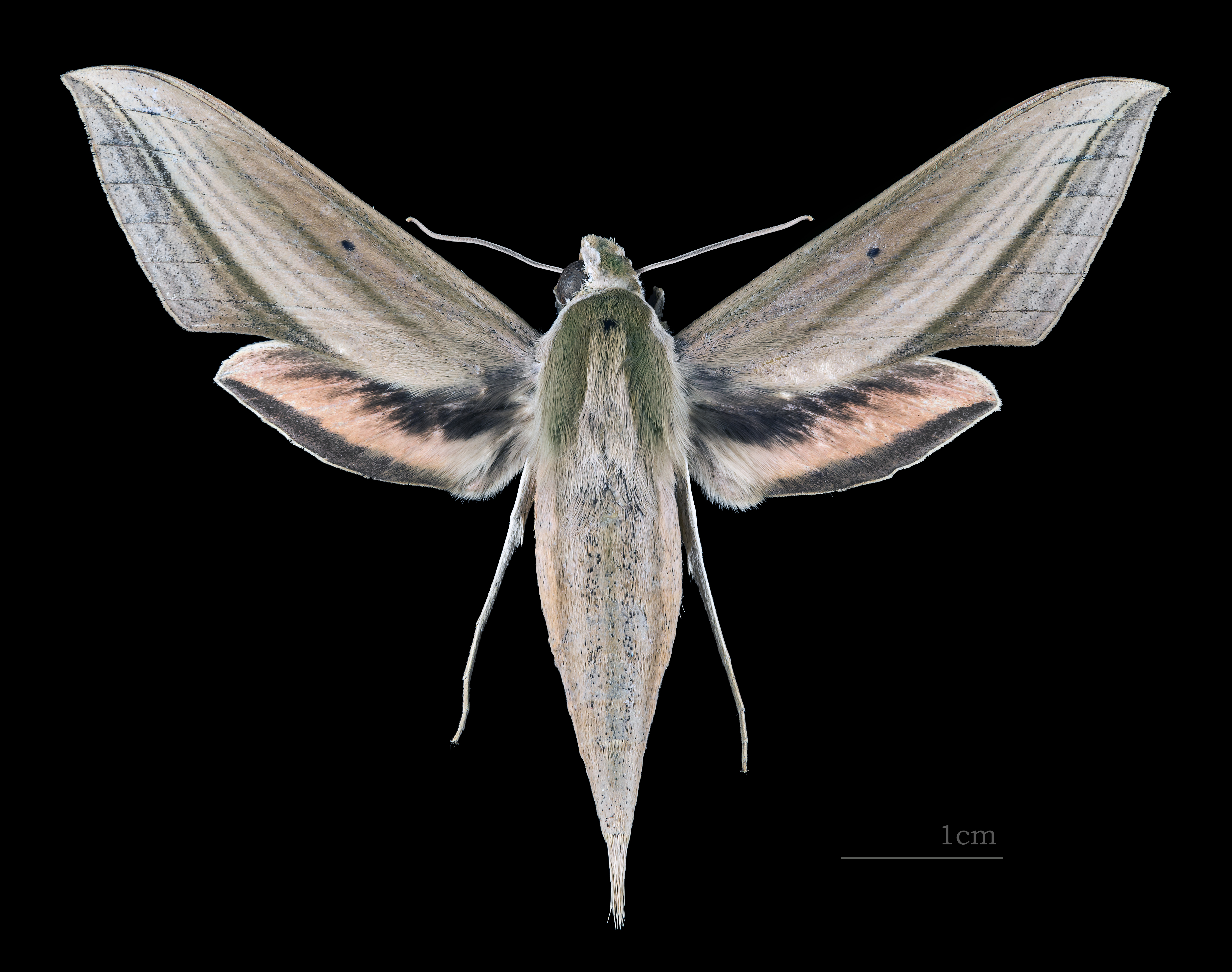
Xylophanes loelia  ♀
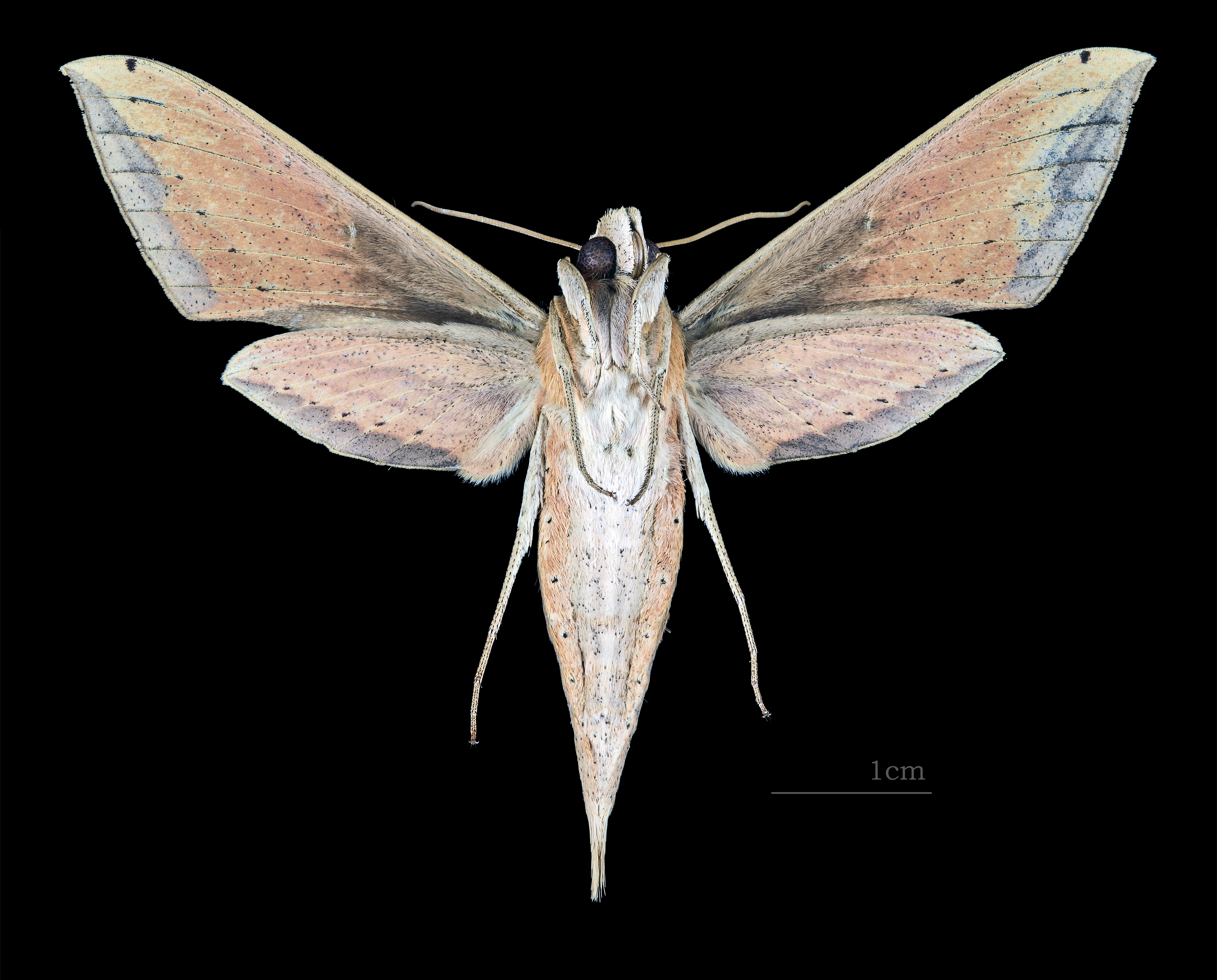
Xylophanes loelia  ♀ △